# Profesionalen Futbolen Klub Dobrudža Dobrič
Il Profesionalen Futbolen Klub Dobrudža Dobrič (in bulgaro Професионален Футболен клуб Добруджа Добрич?, it. Club calcistico professionistico Dobrudža Dobrič), noto come PFC Dobrudža o semplicemente Dobrudža, è una società calcistica bulgara con sede nella città di Dobrič. Milita nella Vtora liga, la seconda divisione del campionato bulgaro di calcio.
Nel 1962 il club ottenne per la prima volta l'accesso alla massima serie nazionale, dove ha militato ad oggi per 14 stagioni, raggiungendo il settimo posto nel 1995-1996. Conta oltre 45 partecipazioni alla seconda serie bulgara, che ha vinto nel 1965-1966.
Disputa le gare casalinghe allo stadio Družba (it. stadio dell'Amicizia) di Dobrič (12 500 posti).

## Storia
Il club nacque nel 1919 con il nome di Razvitie, dalla fusione di tre squadre, Vihar, Orlov e Slavia. All'inizio del 1924 fu fondato l'FK Nadežda, poi trasformato in Vihar, che nel 1940 venne ribattezzato FK Car Boris III. Nel 1925 era stato fondato l'FC Gloria, che nel 1940 fu ribattezzato Levski e nel 1945 Spartak. Il 23 dicembre 1945 il Vihar (riorganizzato come un club sportivo) e lo Junak si fusero. Nel 1947 nacque così il Vihar-Junak 45, che si fuse a sua volta con lo Spartak e formò il Dobrudža (in bulgaro Добруджа?). Nel 1948 ebbe luogo un nuovo cambio: Dobrudža, Slavia e Dinamo furono unite sotto il nome di Orlov.
Nel 1949 in città iniziarono a formarsi organizzazioni sportive di volontariato su base dipartimentale, le più famose delle quali erano il Červeno zname (in bulgaro Червено знаме?, "bandiera rossa") e il Septemvri (in bulgaro Септември?, "settembre"). Nel 1957 furono fondate due società per promuovere l'attività fisica e lo sport: il Dobrudža (dalla fusione tra Červeno zname, Spartak e Septemvri) e il Vihar (dalla fusione di Dinamo, Torpedo e Lokomotiv). Nel 1959 il Vihar si fuse con il Dobrudža e assunse quest'ultima denominazione.
Nel 1962 il club esordì in massima serie.
Nel 2001 tornò in massima serie, per poi subire un'immediata retrocessione. Retrocesso in terza serie, nel 2018 tornò in seconda divisione, ma subì un'altra retrocessione nel 2019, seguita da una nuova promozione nel 2020.
Nella stagione 2024-2025 vince la Vtora Liga ottenendo la promozine in Efbet Liga dopo 21 anni dal'utima volta.

## Organico

### Rosa
Aggiornata al 1º agosto 2020.
| N. |                     | Ruolo | Calciatore               |
| -- | ------------------- | ----- | ------------------------ |
| 1  | Bulgaria (bandiera) | P     | Ivan Angelov             |
| 2  | Bulgaria (bandiera) | D     | Jordan Radev             |
| 4  | Bulgaria (bandiera) | C     | Jakub Idrizov            |
| 5  | Bulgaria (bandiera) | D     | Cvetelin Radev           |
| 6  | Bulgaria (bandiera) | D     | Ahmed Ademov             |
| 7  | Bulgaria (bandiera) | C     | Denis Kadir              |
| 8  | Bulgaria (bandiera) | C     | David Filipov            |
| 9  | Bulgaria (bandiera) | C     | Ivajlo Lazarov           |
| 10 | Bulgaria (bandiera) | C     | Hristiyjn Kazakov        |
| 11 | Bulgaria (bandiera) | C     | Stefan Mitev             |
| 12 | Bulgaria (bandiera) | P     | Dimităr Iliev (capitano) |
| 15 | Bulgaria (bandiera) | A     | Dani Savov               |

| N. |                     | Ruolo | Calciatore          |
| -- | ------------------- | ----- | ------------------- |
| 16 | Bulgaria (bandiera) | D     | Simeon Mitev        |
| 17 | Bulgaria (bandiera) | C     | Cvetan Iliev        |
| 18 | Bulgaria (bandiera) | A     | Ivan Cačev          |
| 19 | Bulgaria (bandiera) | C     | Galin Stojanov      |
| 21 | Bulgaria (bandiera) | C     | Ilijan Kapitanov    |
| 23 | Bulgaria (bandiera) | C     | Doni Dončev         |
| 27 | Bulgaria (bandiera) | D     | Ivo Vihrenov        |
| 28 | Bulgaria (bandiera) | C     | Ivajlo Minčev       |
| 71 | Bulgaria (bandiera) | D     | Aleksandăr Georgiev |
| 88 | Bulgaria (bandiera) | C     | Georgi Topalov      |
| 99 | Bulgaria (bandiera) | A     | Eray Karadayi       |

## Palmarès

### Competizioni nazionali
- Vtora profesionalna futbolna liga: 2

1965-1966, 2024-2025
- Treta amat'orska futbolna liga: 2

girone nord-est: 2017-2018, 2019-2020

### Altri piazzamenti
- Coppa di Bulgaria:

Semifinalista: 1945-1946, 1946-1947, 1979-1980
- Vtora profesionalna futbolna liga:

Secondo posto: 1990-1991, 2001-2002